# جدول داده-ستانده
جدول داده-ستانده (انگلیسی: Input–output model) در اقتصاد، یک مدل ریاضیاتی است که وابستگی متقابل میان بخش‌های مختلف یک اقتصاد ملی یا اقتصادهای منطقه‌ای مختلف را نمایش می‌دهد. مفهوم جدول داده-ستانده نخستین بار توسط الکساندر بوگدانف در سال ۱۹۲۱ به عنوان یک مدل اقتصادی معرفی شد و این مفهوم توسط واسیلی لئونتیف توسعه یافت؛ که به دلیل توسعه این مدل، جایزه نوبل اقتصاد را نیز دریافت کرد.
جداول داده ستانده را می‌توان به عنوان مجموعه گسترده‌ای از داده‌های توصیف سیستم اقتصادی یا به عنوان روشی تحلیلی برای توضیح و پیش‌بینی رفتار سیستم اقتصادی بیان نمود. تجزیه و تحلیل داده ستانده در اصل، نظریه‌ای از تولید، براساس نوع خاصی از تابع تولید است. عناصر کلیدی آن، روابط فنی و تکنولوژیکی در برگیرنده مقادیر ستانده و داده در فرایند تولیدند. در این الگو، جریان کالاها و خدمات بین فعالیت‌های مختلف اقتصادی در طول یک دوره زمانی مشخص بیان می‌شود. این الگو یکی از گسترده‌ترین روش‌های کاربردی در علم اقتصاد است. یک جدول داده ستانده، بیانگر جریان کالاها و خدمات بین تمام فعالیت‌های مختلف یک اقتصاد ملی دوره‌ای مشخص (مثلاً یک سال) است. از دیدگاه فنی، سیستم تولید، از یک سو نشان دهنده رابطه کمی بین مقادیر استفاده شده از یک یا چند عامل تولید یا مواد واسطه در جریان تولید و از سوی دیگر، مقادیر تولید شده از یک یا چند محصول است. الگوی داده - ستانده از روش‌های اقتصاد خطی در علم اقتصاد است که نسبت مقادیر تولید شده از کالاهای متفاوت به یکدیگر و نیز نسبت مقادیر عوامل تولید و کالاهای واسطه استفاده شده در جریان تولید به یکدیگر، با ضرایب ثابت و معینی از نشانه‌های بارز آن است.